# 米斯龍德

電影《魔戒》裡的米斯龍德。

米斯龍德（Mithlond），或稱灰港岸（Grey Havens）是托爾金（J. R. R. Tolkien）小說裡的地名，位於中土大陸西北的隆恩灣（Gulf of Lune）上。
米斯龍德是由貝爾蘭（Beleriand）精靈建立於第二紀元初，他們在對抗魔苟斯（Morgoth）的戰爭後留在中土大陸。米斯龍德是被精靈用作前往維林諾（Valinor）的港口。米斯龍德位於林頓（Lindon）境內，受諾多族最高君王吉爾加拉德（Gil-galad）管治。
從中土大陸的地圖可見，米斯龍德的泊船處分為北港及南港，分別位於隆恩河的南北堤。
米斯龍德對精靈來說十分重要，這是精靈在迷霧山脈（Misty Mountains）以西、除了伊瑞詹（Eregion）及伊姆拉崔（Imladris）外的主要聚居地。即使吉爾加拉德去世後，米斯龍德的人口減少，米斯龍德依然是中土大陸北部的歷史焦點所在。
造船者瑟丹（Círdan）自米斯龍德建立始已是這裡的領袖。加爾多（Galdor）是瑟丹的使者，也是米斯龍德的居民。
甘道夫（Gandalf）、比爾博·巴金斯（Bilbo Baggins）及佛羅多·巴金斯（Frodo Baggins）在精靈陪同下在米斯龍德乘坐前往維林諾的船隻。山姆·詹吉（Sam Gamgee）在第四紀元61年亦以同樣的方法離開中土大陸。法拉斯的精靈在第四紀元的事情則所知不詳。

## 外部連結
- 灰港岸